# Soufriére
Soufriére é uma cidade de Dominica localizada na paróquia de Saint Mark.